# Backlash (sociología)
El término inglés backlash, comúnmente traducido al castellano como «una respuesta negativa en contra de algo», es un concepto sociológico que hace referencia a aquel rechazo por parte de un gran grupo de personas en contra de algo que ha ganado popularidad o éxito recientemente. Muchos lo pueden confundir con el desagrado a una idea, producto o movimiento en particular; pero realmente se refiere a la aversión a algo que se ha ganado un lugar en la cultura popular de forma rápida, imprevista y exponencial.
El backlash en la cultura cinematográfica, seriéfila o gamer, tiene su gran detonante en internet: una herramienta prácticamente usada por toda la población que ha creado una relación recíproca entre el llamado hype y el backlash. El hype no deja de ser una palabra que hace referencia a la excesiva publicidad de un producto que genera grandes expectativas entre sus compradores. Tanto él como el backlash, son dos elementos sociológicos que se retroalimentan, es decir, la producción de uno acaba generando la del otro. Por lo tanto, se podría decir que la gran afluencia de expectativas por un producto (el hype), puede acabar produciendo el efecto contrario en aquel grupo de personas que no se siente parte del movimiento publicitario, o bien que posteriormente no se ve satisfecho con las expectativas generadas (el backlash).

## Posibles causas delbacklashcultural
Una de las principales causas de backlash es la sobrecarga informativa o «infoxicación» que existe en el mundo actual. La sociedad de hoy en día se caracteriza, según muchos especialistas, por recibir una cantidad de información exagerada que no puede ser consumida al 100% de ninguna forma. Aun así, es esta facilidad para recibir noticias la que provoca que un gran porcentaje de los consumidores de televisión o cine estén informados sobre prácticamente todo lo que acontece en el futuro de una serie o de una película. Y si las noticias son positivas y entusiasman a la audiencia, esto puede acabar generando una serie de expectativas que más tarde no siempre tienen por qué ser resueltas.
Una de las otras posibles causas del backlash cultural es el poder de los críticos en la sociedad tecnológica. Actualmente, la cantidad de reseñas o de opiniones profesionales sobre un producto en particular es inmensa. Estos análisis están al alcance de casi todo el mundo (desde la página web americana Rotten Tomatoes, hasta la página española FilmAffinity, por ejemplo); por eso, en varias ocasiones algunas películas o series de televisión aclamadas por la crítica acaban sufriendo un efecto contrario por parte de la audiencia general, puesto que no siempre las expectativas que los profesionales les han generado han sido cumplidas. Este podría ser el caso de la cinta American Hustle, que en su preestreno recibió muchas críticas positivas, pero, en cambio, su acogida con el público fue bastante fría, tal y como explica el medio Flavorwire.
La página web TV Tropes afirma que, si los productos afectados por el backlash hubieran sido consumidos de forma individual y sin ningún tipo de contexto externo, probablemente el producto habría satisfecho al espectador, ya que no existiría ningún tipo de predisposición para desagradarlo.
En último lugar, es importante mencionar otra de las posibles causas del backlash cultural que diferentes periodistas han presenciado: la inexistencia de las opiniones neutrales en las redes sociales. La mayoría de comentarios que perduran en las redes sociales como Twitter, Instagram o Facebook destacan por ser, o completamente negativos, o extremadamente positivos. Esto, tal como se explica en el portal Espinof, ha acabado provocando que la neutralidad pase desapercibida por la mayoría de los usuarios y que únicamente se compartan este tipo de opiniones más extremas. La redactora del artículo El backlash y la espiral del silencio en Espinof afirma que, cuanto más hype se le tenga a un producto, más susceptible al análisis y a la impaciencia será este para sus espectadores; y, por consecuencia, más posibilidades tendrá para fracasar rápidamente.

## Ejemplos cinematográficos y televisivos que han sufridobacklash
Según diferentes medios de comunicación, uno de los casos cinematográficos más polémicos que ha sufrido un cierto backlash es la cinta norteamericana La La Land, del director Damien Chazelle. Esta película del año 2016 se estrenó por primera vez en el Festival Internacional de Cine de Venecia el 31 de agosto de ese mismo año; y, desde el primer momento en que salieron sus críticas, la gran mayoría fueron muy positivas. De hecho, hoy en día continúa teniendo una puntuación muy alta en páginas webs como Rotten Tomatoes (92% según la crítica; 4.1/5 según el público).
Durante los primeros meses de su debut y su posterior estreno en todo el mundo, La La Land fue recibiendo muy buenas reseñas y el boca a boca funcionó espléndidamente hasta el punto de ser nominada a catorce Oscars, igualando el récord de nominaciones de Titanic y Eva al desnudo, a siete Globos de Oro y a once premios Bafta, entre otros.
Mientras que en las primeras galas de premios triunfó, ganando todos los Globos de Oro a los cuales estaba nominada (convirtiéndose en la primera película en hacerlo) y ganando cinco importantes estatuillas Bafta; lo cual empezó a hacerse patente en las redes sociales con un gran backlash hacia la película.
La mayoría de críticas que recibió la cinta se centraron en la forma en que la sociedad americana de Los Ángeles estaba reflejada, concretamente en lo que respecta a la comunidad negra, la comunidad LGBT, los amantes del jazz y las mujeres; y también en el hecho que muchos usuarios la consideraban aburrida, sobrevalorada o demasiado larga, en contraposición al que decían los críticos.
Finalmente, al día de los Oscars se demostró que todo este backlash había acabado afectando en cierto modo al film porque, a pesar de ganar seis de las estatuillas más importantes, no pudo llevarse la más relevante de la noche: la de Mejor película. A pesar de que en la mayoría de encuestas era la preferida para conseguirlo.
Todo esto ha llevado a creer que el backlash vivido por La La Land acabó influyendo en la votación de los miembros de la Academia, tal y como se puede ver en las sinceras declaraciones que uno de sus socios realizó días antes de la resolución de los premios, diciendo que la cinta le parecía una película agradable, pero no memorable, razón por la que no la votaría como a mejor del año.
Otro caso, concretamente televisivo, que sufrió un severo backlash por parte de sus seguidores fue la serie estadounidense The 100, producida por la cadena The CW. El backlash se originó después de que el creador del mismo producto tomara la decisión de liquidar a uno de los personajes secundarios de la serie en la tercera temporada; siendo este personaje muy especial para los espectadores precisamente por el hecho de mantener una relación homosexual con la misma protagonista.
Esta decisión tomada por el showrunner, Jason Rothenberg, no fue aceptada por prácticamente ninguno de los seguidores de la serie, que se habían creado un gran número de expectativas respecto la relación homosexual. Esto no solo provocó un inmenso descontento por parte de los espectadores de The 100, sino que también generó una gran oleada de odio en las redes sociales que se tradujo en: presencia del trending topic #LGBTFansDeservedBetter durante numerosas semanas, bajada de audiencia en los siguientes capítulos de la temporada, cambio radical de la puntuación de la serie en la página de IMDb, y boicot a su creador en todas las redes sociales posibles.
Rothenberg intentó explicar la razón por la que había decidido tomar este destino por el personaje de la serie, admitiendo que la actriz que lo interpretaba tenía un compromiso con otro show y que no había ningún otro remedio. Aun así, los fanes continuaron indignados y reiteraron que no existía ningún tipo de justificación al tipo de muerte a la que el personaje había sido sometido, especialmente después de las expectativas que la serie los había generado. Así pues, los seguidores condenaron el hecho de que el creador decidiera poner fin a la vida del personaje secundario, teniendo en cuenta lo que representaba para la comunidad LGBT. También argumentaron que no era la primera vez que en una ficción televisiva decidieran acabar con una relación lesbiana de una manera tan abrupta, poniendo como ejemplo la relación entre Willow y Tara en la serie de televisión Buffy the Vampire Slayer.